# Вершники (роман)
«Вершники» — роман у новелах українського письменника Юрія Яновського; виданий 1935 року. Перекладений сербською та французькою мовами.
Твір є своєрідною спробою жанрового симбіозу, це роман в новелах, де утверджується неоромантична стилістика. Він складається із восьми новел, кожна з яких має свою основну сюжетну лінію та героїв. У творі описуються події, що відбуваються в Україні під час громадянської війни. Автор не дотримується хронологічної послідовності, то показуючи читачеві картину в теперішньому часі, то знову повертаючись далеко в минуле.
У творі чітко простежується опозиція природи та культури, патріархальності та модерності, посилюється увага до сімейної проблематики. Ю. Яновський романтизує селянські повстання, наділяючи героїв найкращими рисами, драматично змальовуючи події. Втім, автору не вдається уникнути мотиву пристосування вчорашніх месників, з їхнім гострим відчуттям справедливості, до нового негероїчного світу. Саме завдяки чергуванні новел з повстанською тематикою та новел, де змальовується мирне життя людей, Ю. Яновський зумів осмислити перехід людини від руйнації до творення.
Образи головних героїв — Фрунзе, Мусій та Іван Половці, Данило Чабан, Швед, Чубенко, Максим, Адаменко — зовсім не однозначні. В романі вони виступають вершниками, героями, руйнівною силою революції, та за їхніми вчинками криються сумніви самого автора: а чи варта ідея бодай одного життя. Відповідь на це питання захована в першій же новелі «Подвійне коло», де брат вбиває брата через відмінність політичних поглядів. Віковічна заповідь, що передавалася з покоління в покоління, порушується: «Тому роду не буде переводу, в котрому браття милують згоду». Руки братів заплямувала кров, на них впало батькове прокляття, а слово «рід» втратило своє сакральне значення, замінившись словом «ідея».

## Композиція «Вершники»
Роман складається із восьми сюжетно завершених новел, які в сукупності передають панораму періоду громадянської війни.

### «Подвійне коло»
«Подвійне коло» — це назва першої новели роману Ю. Яновського «Вершники». Трагічні події описані в ній: п’ять братів Половців зустрічаються на кривавих дорогах громадянської війни.
Кожен з братів Половців виписаний контурно й концептуально. Кожен репрезентує певну світоглядну колористику (Андрій відображає захисників «білого прапору»; образ Оверка повязу’ється з «жовто - блакитним прапором»; Панас подається у відсвіті «чорного прапора»;  Іван розкривається на тлі «червоного прапора»). Кожного з них автор випробовує життям свого брата. Й жоден із Половців не витримує цього випробування, стаючи безпосередньою причиною смерті брата.

#### Сюжет
У серпні 1919 року в бою під Компаніївкою зійшлися брати Половці. Козацтво головного отамана Петлюри перемогло загін добровольчої армії генерала Денікіна, у якому перебував Андрій Половець. Врешті-решт він опинився в полоні у свого брата, петлюрівця Оверка. Андрій промовляє до Оверка батькові слова «тому роду не буде переводу, в котрому браття милують згоду». Оверко відповідає, що «рід — це основа, а найперше — держава, а коли ти на державу важиш, тоді хай рід плаче, тоді брат брата зарубає», і таки вбиває рідного брата. Потім у смертельному двобої сходяться той же Оверко й махновець Панас із молодшим братом Сашком. Оверко в свою чергу нагадує братам батьківські слова про рід і згоду, але Панас каже, що «рід у державу вростає, в закон та обмеження, а ми анархію несем на плечах, нащо нам рід, коли не треба держави, не треба родини, а вільне співжиття». Панас убиває брата, але не кидає його на полі бою, а намагається поховати обох вбитих братів по-людськи. Загін інтернаціонального полку на чолі з червоногвардійцем Іваном вискакує з лісу і бере у полон Панаса й Сашка. Панас згадує свої дитячі роки, батьків і стріляє собі прямо в голову. Іван промовляє слова, які символізують радянську епоху: «рід розпадається, а клас стоїть», і весь світ за них, і Карл Маркс ». Комісар Герт робить висновок, що брати були одного роду, але не одного класу.

#### Головні герої
- Андрій — командував загоном Добровольчої армії генерала Антона Івановича Денікіна; привіз батькові Мусію бінокль з турецького фронту; за Мать-Росію; підпрапорщик російської армії, поверхетроковий вояка «за Вѣру, Царя и Отечество»; герой Саракамиша й Ерзерума. Серед синів Половців Андрій відзначався холоднокровністю, погордою, невмінням принижуватися.

- Оверко — під жовто-блакитним прапором; командував купою кінного козацтва Симона Петлюри; мазепа проклятий; бавився шликом, як дівчина косою; петлюрівське стерво; по «Просвітах» в Одесі на театрі грав та вчительську семінарію пройшов.

- Панас — під чорним прапором — махновський душогуб; вільний моряк батька Махна; колишній моряк торговельного флоту й контрабандист; важкий і дебелий, довге волосся; застрелився сам.

- Чотирнадцятилітній Сашко з Панасом

- Іван — під червоним прапором кінного інтернаціонального полку; сухорлявий: служить революції, Інтернаціоналу; наймит Леніна й комуни, комісарська морда.

- Мусій Половець — їхній батько.

- Червоний комісар Герт.

### «Дитинство» історія виникнення
Новела «Дитинство» – це картина-пейзаж, що змальовує привабливо загадковий образ таврійського степу, цього «українського Техасу» (за красномовним виразом Юрія Яновського), з його образними прикметами, характерним колоритом, одвічними традиціями; це лірична історія «малого чабанця» Данилка, його дитячих вражень і переживань, це зворушлива оповідь про його дружбу з прадідом Данилом, цим «знатником, що знає всі весняні тайни» і «господарем степових звичаїв», це щемливий і проникливий ноктюрн про початок становлення свідомості Данилка, про його перші зіткнення з болем, самотністю, втратами.
Відомо, що в цій новелі Юрій Яновський використав розповіді Миколи Куліша про свої дитячі роки та ауру Таврійського краю, слухачем яких (історій) Юрій Яновський не раз бував. У новелі охудожнюються конкретні факти, реалії, пов’язані з життям М.Куліша та історією його роду, використовуються географічні назви, що документалізують художню літературу і її дотичність до Кулішевої біографії та геокультурної «біографії» Таврії. У новелі «Дитинство» Ю.Яновський пише: «Прадід Данило пив чарку, сонце заходило, не поспішаючи, морем пливла навантажена шхуна і тримала курс на захід – повз Джарилгачську косу, острів Тендру, Кінбурнську косу й Очаків, пливучи на Збур’ївку, Голу Пристань, Кардашин чи Олешки, а може, й у самий Херсон, Британи, Каховку».

### «Шаланда в морі»
У новелі «Шаланда в морі» підкреслюється бажання батьків Половців зберегти основу свого життя — свій рід, своє заняття, знаряддя рибальської праці. Але вже із згадок матері зрозуміло, що рід розпадається — усі сини пішли зовсім різними шляхами.

#### Сюжет
Мусій Половець змагається з крижаними хвилями, але намагається врятувати не себе, — артільну шаланду. З берега його майже не видно, допомогти йому ніяк. Друзі-рибалки вже не вірять у щасливе повернення. На березі залишається лише його вірна дружина. Вона з надією дивиться на море, згадує своє життя з Мусієм, своїх синів. Раптом з’являється шаланда, і Половчиха дивиться й боїться роздивитися. І ось вона почула голос свого змученого крижаними хвилями чоловіка. Мусій сказав, що не міг кинути артіль, бо вона й так бідна. Подружжя Половців, ніжно обнявшись, пішло до домівки.

### «Батальйон Шведа»
«Батальйон Шведа» – пов’язаний з розділом «Дитинство». Данило – колишній чабанчук – тепер – комісар.«Товариш Данило веде батальйон босих олешківських морячків, з яких потроху та помалу виростає військова одиниця...»

### «Лист у вічність»
«Лист у вічність» - автор зіставляє мить героїзму борців за волю з вічністю. Образ листоноші переростає в узагальнюючий образ безсмертя рядового бійця революції. Своїм подвигом, своєю нездоланною вірою в перемогу безіменний партизан передає лист у вічність: «Лист у вічність пішов разом із життям, як світло від давно згаслої одинокої зорі».

### «Чубенко, командир полку»
Образ більшовика-сталевара — центральний не лише в цій новелі, а й в усьому романі. Постать Чубенка вводиться в твір поступово.

### «Шлях армій»
Вузлом сюжетних ліній роману є розділ «Шлях армії». Він кульмінаційний і в романі. Композиційна кульмінація твору збігається з історичною. В новелі подається останній штурм контрреволюційної цитаделі — бої під Каховкою, Перекопом, у Криму з врангелівцями восени 1920 року.

### «Адаменко»
Дія тут відбувається одразу після громадянської війни на металургійному заводі. Сталевар Чубенко виступає на урочистому мітингу з нагоди першої виплавки сталі «не в капіталістичний ківш, а в свій — робітничий, труджений і завойований».
Радістю мирної творчої праці осяяна новела. Вперше в історії людства трудівник почав працювати не на експлуататора, а на себе.
І розхвильований Чубенко не може не згадати, як він «у числі авангарду робітничого класу здобував це право», як поряд з його донбасівським полком бився загін Адаменка. Чубенко жваво розповідає про партизанського героя, отамана «найбіднішого селянства» Адаменка. Це — простий хлібороб, якого революція загартувала, зробила бойовим організатором мас, винахідливим хоробрим командиром.

## Анотація книги

### Україна
За змістом, життєвим матеріалом й за художньою вагою роман Ю. Яновського «Вершники» (1935) — один із найкращих творів радянської літератури про героїку Громадянської війни. Кривавою хвилею прокотилася вона по Україні. Заради примарних ідеалів брат убивав брата, батько вбивав сина, а син підіймав руку на батька: смерть чатувала на кожному кроці. Мабуть, тим, хто жив у цей страшний час, здавалось, що прийшли останні дні світу… Але між тим «Вершники» — це справжня поема про боротьбу добра і зла на землі, про красу українського неба і степу, про людську витривалість і жадання свободи.

## Видання
- Яновський Ю. Вершники / Ю. Яновський. – Харків, 1935. – 164 с.
- Яновський Ю. Вершники / Ю. Яновський. – Харків, 1936. – 132 с.
- Яновський Ю. Вершники : роман / Ю. Яновський. — Вид. 3-тє. — Харків : Держ. літ. вид-во, 1937. — 105, [2] с.
- Яновський Ю. Вершники : роман / Юрій Яновський. — [Б. м.] : Спілка рад. письменників України, 1943. — 210 с.
- Яновський Ю. Вершники : роман / Юрій Яновський. — Київ : Держ. вид-во худож. літ., 1946. — 130 с.
- Яновський Ю. Вершники : роман / Юрій Яновський. — Київ : Держ. вид-во худож. літ., 1950. — 127 с.
- Яновський Ю.І. Вершники / Ю.І. Яновський. – Київ, 1962. – 85 с.
- Яновський Ю.І. Вершники / Ю.І. Яновський. – Київ, 1964. – 127 с.
- Яновський Ю.І. Вершники / Ю.І. Яновський. – Київ, 1987. – 141 с.
- Яновський Ю.І. Вершники : романи, оповідання / Юрій Яновський. – Харків : Фоліо, 2006. – 320с.
- Яновський Ю. І. Вершники : [роман] / Юрій Яновський. — Харків : Фоліо, 2013. — 105 с.